# Monica Moling
Monica Moling (8 settembre 1990) è una calciatrice italiana, di ruolo difensore centrale.

## Carriera
Monica Moling cresce nelle giovanili del Brixen, società di Bressanone, con la quale, inserita in rosa con la squadra titolare, fa il suo esordio in Serie B regionale, allora terzo livello del campionato italiano femminile di calcio, dalla stagione 2007-2008. la sua stagione iniziale è corredata di due reti siglate e 18 presenze su 22 incontri, contribuendo alla salvezza della squadra che a fine campionato conquista la 4ª posizione in classifica con 37 punti. Moling inizia un sodalizio con la squadra che durerà otto stagioni, le ultime quattro giocate al secondo livello della struttura calcistica femminile, in Serie A2 per la soppressione della Serie B e di nuovo in quest'ultima, elevata al secondo livello dopo la riforma del campionato 2013-2014. Al termine della stagione 2014-2015 lascia la società, che intanto ha assunto la denominazione Brixen OBI, con una tabellino personale di 157 presenze e 11 reti siglate in campionato.
Nell'estate 2015 trova un accordo con il neopromosso Südtirol Damen Bolzano che le offre l'opportunità di giocare in Serie A nella stagione entrante. Durante il campionato ha occasione anche di segnare la sua prima rete in Serie A il 12 dicembre 2015, alla 6ª giornata, siglando al 10' il gol del parziale 1-0 per le altoatesine sulle baresi del Pink Sport Time, dirette avversarie per la salvezza, incontro poi terminato 3-2 per il Südtirol, primo incontro vinto dalla squadra nella stagione.